# Problem bazylejski
Problem bazylejski – zagadnienie w analizie matematycznej, konkretniej w jej podstawowym dziale, czyli analizie rzeczywistej. Polega on na obliczeniu sumy pewnego szeregu – konkretnie sumy odwrotności wszystkich dodatnich liczb kwadratowych:
{\displaystyle \sum _{n=1}^{\infty }{\frac {1}{n^{2}}}=\lim _{n\to \infty }\left({\frac {1}{1^{2}}}+{\frac {1}{2^{2}}}+\ldots +{\frac {1}{n^{2}}}\right).}
Problem ten postawiono najpóźniej w XVII wieku, a rozwiązano w następnym stuleciu. Odpowiedź zawiera liczbę pi:
{\displaystyle {\frac {\pi ^{2}}{6}}\approx 1,6449.}

## Historia
Problem ten ogłosił włoski matematyk Pietro Mengoli w 1644 roku. Przez blisko 100 lat nieskutecznie próbowali go rozwiązać czołowi matematycy tamtych czasów, m.in. ród Bernoullich. Zadaniu podołał Leonhard Euler w 1735 roku – miał wówczas 28 lat i zdobył natychmiastową sławę. W swojej argumentacji użył pewnych zabiegów, które wedle ówczesnej wiedzy nie były w  pełni uprawnione. Ściślejszy dowód podał w roku 1741.
Nazwa problemu bazylejskiego pochodzi od Bazylei – rodzinnego miasta Bernoullich i Eulera.

## Dowód Eulera
Euler w swoim dowodzie rozszerzył obserwacje dotyczące skończonych wielomianów, uznając, że te same właściwości mają wielomiany nieskończone. Jego założenia wymagają uzasadnienia, jednak Euler uznał, że jeżeli jego wynik jest zgodny z wynikiem uzyskanym obliczeniowo, to wystarczy, by ogłosić rezultat swojej pracy w środowisku matematycznym.
Dowód Eulera opierał się na rozwinięciu w szereg Taylora funkcji sinus:
{\displaystyle \sin(x)=x-{\frac {x^{3}}{3!}}+{\frac {x^{5}}{5!}}-{\frac {x^{7}}{7!}}+\ldots }
Dzieląc stronami przez x otrzymujemy:
{\displaystyle {\frac {\sin(x)}{x}}=1-{\frac {x^{2}}{3!}}+{\frac {x^{4}}{5!}}-{\frac {x^{6}}{7!}}+\ldots }
Miejsca zerowe funkcji {\displaystyle {\frac {\sin x}{x}}} występują w {\displaystyle x=n\cdot \pi ,} gdzie {\displaystyle n=\pm 1,\pm 2,\pm 3,\dots }
Załóżmy teraz, że możemy wyrazić ten szereg potęgowy jako iloczyn czynników liniowych, tak jak to robimy ze skończonymi wielomianami:
{\displaystyle {\begin{aligned}{\frac {\sin(x)}{x}}&=\left(1-{\frac {x}{\pi }}\right)\left(1+{\frac {x}{\pi }}\right)\left(1-{\frac {x}{2\pi }}\right)\left(1+{\frac {x}{2\pi }}\right)\left(1-{\frac {x}{3\pi }}\right)\left(1+{\frac {x}{3\pi }}\right)\ldots \\&=\left(1-{\frac {x^{2}}{\pi ^{2}}}\right)\left(1-{\frac {x^{2}}{4\pi ^{2}}}\right)\left(1-{\frac {x^{2}}{9\pi ^{2}}}\right)\ldots \end{aligned}}}
Gdybyśmy przemnożyli ten iloczyn i zebrali wszystkie składniki zawierające {\displaystyle x^{2},} zobaczylibyśmy, że współczynnik przy drugiej potędze rozwinięcia jest równy:
{\displaystyle -\left({\frac {1}{\pi ^{2}}}+{\frac {1}{4\pi ^{2}}}+{\frac {1}{9\pi ^{2}}}+\ldots \right)=-{\frac {1}{\pi ^{2}}}\sum _{n=1}^{\infty }{\frac {1}{n^{2}}}.}
Jednak w oryginalnym rozwinięciu funkcji {\displaystyle {\frac {\sin(x)}{x}}} w szereg, współczynnik przy {\displaystyle x^{2}} jest równy −1/(3!) = −1/6. Te dwa współczynniki muszą być sobie równe, zatem:
{\displaystyle -{\frac {1}{6}}=-{\frac {1}{\pi ^{2}}}\sum _{n=1}^{\infty }{\frac {1}{n^{2}}}.}
Mnożąc stronami przez {\displaystyle -\pi ^{2},} otrzymujemy ostateczny wynik:
{\displaystyle \sum _{n=1}^{\infty }{\frac {1}{n^{2}}}={\frac {\pi ^{2}}{6}}.}
Q.e.d.

## Uogólnienia
Euler uogólnił pierwotne zagadnienie. Jego pomysły podjął w 1859 roku Bernhard Riemann w pracy Über die Anzahl der Primzahlen unter einer gegebenen Größe. Zdefiniował tam funkcję dzeta (ζ) i udowodnił jej podstawowe własności.